# Тайко
Тайко — семейство барабанов, используемых в Японии. Тайко (яп. 太鼓) обозначает «большой барабан».
Вероятнее всего, эти барабаны были завезены из Китая или Кореи между III и IX веками, а после IX века изготавливались местными мастерами. Их использовали в синтоизме, при поклонении богу ветра Сусаноо. Они используются и по сегодняшний день как в народной, так и в классической музыке.
Барабаны Японии носят общее название тайко, по конструкции они делятся на две большие группы: бё-дайко (яп. 鋲太鼓 бё:дайко), у которого мембрана жёстко закреплена гвоздями без возможности настройки, и симэ-дайко (яп. 締め太鼓), которые можно настроить при помощи шнуров или винтов. Корпус барабана выдалбливают из цельного куска твёрдой древесины. На тайко играют палочками под названием бати (яп. 撥).
К бё-дайко относятся о-дайко (яп. 大太鼓 о:дайко) и ко-дайко (яп. 鋲太鼓). С помощью шнуров настраиваются да-дайко, ни-дайко, какко, ута-дайко и цудзуми.
Под тем же названием известны музыкальные ансамбли барабанщиков, являющиеся национальным символом Японии. Особо популярны они стали в 1970-е годы, когда группы барабанщиков стали выступать на площадках вне Японии. Они выражали дух самураев: дисциплину, высокую физическую и нравственную подготовку, координацию группы и перфекционизм.
В отличие от западных практик, визуальная часть представления тайко не менее важна, чем акустическое воздействие. Движения ката составляют неотделимую часть игры на тайко и исходят из обычаев придворных представлений. Ката связывает барабан и барабанщика, создаёт родство между исполнителем и инструментом.